# وليام بالارد بريستون
وليام بالارد بريستون (بالإنجليزية: William Ballard Preston) (و. 1805 – 1862 م) هو سياسي، ومحام من الولايات المتحدة الأمريكية .
وهو عضو في حزب اليمين .

## التعليم
تعلم في جامعة فرجينيا.